# Schieß-Weltmeisterschaften Pistole
Dieser Artikel listet die Medaillengewinner der Schieß-Weltmeisterschaften Pistole auf.

## Austragungsorte
| Jahr | Austragungsort | Land                            | Freie Pistole | Schnellfeuerpistole | Großkaliberpistole | Luftpistole | Standardpistole | Kombinationspistole |
| ---- | -------------- | ------------------------------- | ------------- | ------------------- | ------------------ | ----------- | --------------- | ------------------- |
| 1900 | Paris          | Frankreich                      | x             |                     |                    |             |                 |                     |
| 1901 | Luzern         | Schweiz                         | x             |                     |                    |             |                 |                     |
| 1902 | Rom            | Königreich Italien              | x             |                     |                    |             |                 |                     |
| 1903 | Buenos Aires   | Argentinien                     | x             |                     |                    |             |                 |                     |
| 1904 | Lyon           | Frankreich                      | x             |                     |                    |             |                 |                     |
| 1905 | Brüssel        | Belgien                         | x             |                     |                    |             |                 |                     |
| 1906 | Mailand        | Königreich Italien              | x             |                     |                    |             |                 |                     |
| 1907 | Zürich         | Schweiz                         | x             |                     |                    |             |                 |                     |
| 1908 | Wien           | Österreich                      | x             |                     |                    |             |                 |                     |
| 1909 | Hamburg        | Deutsches Reich                 | x             |                     |                    |             |                 |                     |
| 1910 | Loosduinen     | Niederlande                     | x             |                     |                    |             |                 |                     |
| 1911 | Rom            | Königreich Italien              | x             |                     |                    |             |                 |                     |
| 1912 | Biarritz       | Frankreich                      | x             |                     |                    |             |                 |                     |
| 1913 | Camp Perry     | Vereinigte Staaten              | x             |                     |                    |             |                 |                     |
| 1914 | Viborg         | Dänemark                        | x             |                     |                    |             |                 |                     |
| 1921 | Lyon           | Frankreich                      | x             |                     |                    |             |                 |                     |
| 1922 | Mailand        | Königreich Italien              | x             |                     |                    |             |                 |                     |
| 1923 | Camp Perry     | Vereinigte Staaten              | x             |                     |                    |             |                 |                     |
| 1924 | Reims          | Frankreich                      | x             |                     |                    |             |                 |                     |
| 1925 | St. Gallen     | Schweiz                         | x             |                     |                    |             |                 |                     |
| 1927 | Rom            | Königreich Italien              | x             |                     |                    |             |                 |                     |
| 1928 | Loosduinen     | Niederlande                     | x             |                     |                    |             |                 |                     |
| 1929 | Stockholm      | Schweden                        | x             |                     |                    |             |                 |                     |
| 1930 | Antwerpen      | Belgien                         | x             |                     |                    |             |                 |                     |
| 1931 | Lwów           | Polen                           | x             |                     |                    |             |                 |                     |
| 1933 | Granada        | Spanien                         | x             | x                   |                    |             |                 |                     |
| 1935 | Rom            | Königreich Italien              | x             | x                   |                    |             |                 |                     |
| 1937 | Helsinki       | Finnland                        | x             | x                   |                    |             |                 |                     |
| 1939 | Luzern         | Schweiz                         | x             | x                   |                    |             |                 |                     |
| 1947 | Stockholm      | Schweden                        | x             | x                   | x                  |             |                 |                     |
| 1949 | Buenos Aires   | Argentinien                     | x             | x                   | x                  |             |                 |                     |
| 1952 | Oslo           | Norwegen                        | x             | x                   | x                  |             |                 |                     |
| 1954 | Caracas        | Venezuela                       | x             | x                   | x                  |             |                 |                     |
| 1958 | Moskau         | Sowjetunion                     | x             | x                   | x                  |             |                 |                     |
| 1962 | Kairo          | Ägypten                         | x             | x                   | x                  |             |                 |                     |
| 1966 | Wiesbaden      | BR Deutschland                  | x             | x                   | x                  |             |                 | x                   |
| 1970 | Phoenix        | Vereinigte Staaten              | x             | x                   | x                  | x           | x               | x                   |
| 1974 | Thun           | Schweiz                         | x             | x                   | x                  | x           | x               | x                   |
| 1978 | Seoul          | Südkorea                        | x             | x                   | x                  | x           | x               | x                   |
| 1979 | Seoul          | Südkorea                        |               |                     |                    | x           |                 |                     |
| 1981 | Santo Domingo  | Dominikanische Republik         |               |                     |                    | x           |                 |                     |
| 1982 | Caracas        | Venezuela                       | x             | x                   | x                  | x           | x               | x                   |
| 1983 | Innsbruck      | Österreich                      |               |                     |                    | x           |                 |                     |
| 1985 | Mexiko-Stadt   | Mexiko                          |               |                     |                    | x           |                 |                     |
| 1986 | Suhl           | Deutsche Demokratische Republik | x             | x                   | x                  | x           | x               | x                   |
| 1987 | Budapest       | Ungarn                          |               |                     |                    | x           |                 |                     |
| 1989 | Suhl           | Deutsche Demokratische Republik |               |                     |                    | x           |                 |                     |
| 1990 | Moskau         | Sowjetunion                     | x             | x                   | x                  | x           | x               | x                   |
| 1991 | Stavanger      | Norwegen                        |               |                     |                    | x           |                 |                     |
| 1994 | Mailand        | Italien                         | x             | x                   | x                  | x           | x               | x                   |
| 1998 | Barcelona      | Spanien                         | x             | x                   | x                  | x           | x               | x                   |
| 2002 | Lahti          | Finnland                        | x             | x                   | x                  | x           | x               | x                   |
| 2006 | Zagreb         | Kroatien                        | x             | x                   | x                  | x           | x               | x                   |
| 2010 | München        | Deutschland                     | x             | x                   | x                  | x           | x               | x                   |
| 2014 | Granada        | Spanien                         | x             | x                   | x                  | x           | x               |                     |
| 2018 | Changwon       | Südkorea                        | x             | x                   | x                  | x           | x               |                     |

## Freie Pistole

### Einzel Herren
| Jahr | Gold                      | Silber                      | Bronze                     |
| ---- | ------------------------- | --------------------------- | -------------------------- |
| 1900 | Karl Conrad Röderer       | Achille Paroche             | Konrad Stäheli             |
| 1901 | Karl Hess                 | Louis-Marcel Richardet      | Raphael Py                 |
| 1902 | Karl Hess                 | Louis-Marcel Richardet      | Raphael Py                 |
| 1903 | Benjamin Segura           | Cesare Valerio              | Marcelo Torcuato de Alvear |
| 1904 | Paul van Asbroeck         | Paul Probst                 | Raphael Py                 |
| 1905 | Julien van Asbroeck       | Paul van Asbroeck           | Charles Paumier du Verger  |
| 1906 | Konrad Stäheli            | Paul van Asbroeck           | Charles Paumier du Verger  |
| 1907 | Paul van Asbroeck         | Charles Paumier du Verger   | Konrad Stäheli             |
| 1908 | Richard Fischer           | Cristoforo Buttafava        | Agoston Dietl              |
| 1909 | Paul van Asbroeck         | Eduard Schmeisser           | Konrad Stäheli             |
| 1910 | Paul van Asbroeck         | Eduard Ehricht              | Charles Paumier du Verger  |
| 1911 | Charles Paumier du Verger | Jean Carrere                | Norbert Van Molle          |
| 1912 | Paul van Asbroeck         | Paul Maujean                | Caspar Widmer              |
| 1913 | Vilhelm Carlberg          | Alfred Lane                 | Casimir Reuterskiöld       |
| 1914 | Paul van Asbroeck         | Mathias Brunner             | André Regaud               |
| 1921 | Hans Hänni                | John Thomas                 | Giancarlo Boriani          |
| 1922 | Hans Hänni                | Camillo Isnardi             | Robert Blum                |
| 1923 | Irving Romaro Calkins     | Charles Price               | R.G. Wescott               |
| 1924 | Willy Schnyder            | Paul van Asbroeck           | Christian Lehrman          |
| 1925 | Willy Schnyder            | Robert Blum                 | Paul van Asbroeck          |
| 1927 | Willy Schnyder            | August Wiederkehr           | Charles des Jamonières     |
| 1928 | Willy Schnyder            | Charles des Jamonières      | Fritz Zulauf               |
| 1929 | Fritz Zulauf              | Jakob Fischer               | Oscar Eriksson             |
| 1930 | Jean Revilliod de Bude    | Marcel Jean Josse Lafortune | Willy Schnyder             |
| 1931 | Marcel Bonin              | Vaclav Kreck                | Severin Crivelli           |
| 1933 | Torsten Ullman            | Charles des Jamonières      | Severin Crivelli           |
| 1935 | Torsten Ullman            | Erich Krempel               | Walter Büchi               |
| 1937 | Torsten Ullman            | Walter Büchi                | Jacques Louis Mazoyer      |
| 1939 | Erich Krempel             | Torsten Ullman              | Ambrus Balogh              |
| 1947 | Torsten Ullman            | Oscar Bidegain              | Karl Axel Wallen           |
| 1949 | Beat Rhyner               | Harry Wendell Reeves        | Angel Leon de Gonzalo      |
| 1952 | Torsten Ullman            | Aeke Lindblom               | Huelet Benner              |
| 1954 | Huelet Benner             | Torsten Ullman              | Anatoli Jaschinski         |
| 1958 | Machmud Omarow            | Alexei Guschtschin          | Nelson Lincoln             |
| 1962 | Wladimir Stolypin         | Yoshihisa Yoshikawa         | Ludwig Hemauer             |
| 1966 | Wladimir Stolypin         | Dentscho Denew              | Hynek Hromada              |
| 1970 | Harald Vollmer            | Dentscho Denew              | Hynek Hromada              |
| 1974 | Georgi Zapolskich         | Ivan Nemethy                | Harald Vollmer             |
| 1978 | Moritz Minder             | Ragnar Skanåker             | Karl-Otto Westphalen       |
| 1982 | Ragnar Skanåker           | Alexander Melentjew         | Anatoli Jegrischin         |
| 1986 | Sergei Pyschjanow         | Ihar Bassinski              | Gyula Karacsony            |
| 1990 | Spas Koprinkow            | Wang Yifu                   | Sergei Pyschjanow          |
| 1994 | Wang Yifu                 | Wiktor Makarow              | Franck Dumoulin            |
| 1998 | Franck Dumoulin           | Hans-Jürgen Bauer-Neumaier  | Ihar Bassinski             |
| 2002 | Tan Zongliang             | Martin Tenk                 | Wladimir Gontscharow       |
| 2006 | Tan Zongliang             | Vigillio Fait               | Wladimir Issakow           |
| 2010 | Tomoyuki Matsuda          | Lee Dae-myung               | Wjatscheslaw Podlesny      |
| 2014 | Jin Jong-oh               | Jitu Rai                    | Pang Wei                   |
| 2018 | Om Prakash Mitharval      | Damir Mikec                 | Lee Dae-myung              |

### Mannschaft Herren
| Jahr | Gold                                                                                                   | Silber                                                                                                | Bronze                                                                                                |
| ---- | --- | --- | --- |
| 1900 | Schweiz Karl Conrad Röderer Louis-Marcel Richardet Friedrich Lüthi Konrad Stäheli Paul Probst          | Frankreich Achille Paroche Louis Dutfoy Maurice Lecoq Léon Moreaux Jules Trinité                      | Niederlande Antonius Bouwens Henrik Sillem Anthony Sweijs Solko van den Bergh Dirk Boest Gips         |
| 1901 | Schweiz Karl Hess Louis-Marcel Richardet Paul Probst Konrad Stäheli Konrad Röderer                     | Frankreich Maurice Fauré Achille Paroche Louis Dutfoy Raphael Py Jules Trinité                        | Italien Lorenzo Brogogelli Cristoforo Buttafava Giuseppe Giuliozzi Aventino Righini Roberto Tagliabue |
| 1902 | Schweiz Paul Probst Louis-Marcel Richardet Konrad Stäheli Konrad Röderer Karl Hess                     | Italien Pasquale Castellano Aventino Righini Giulio Cesare Roberto Tagliabue Luigi Tavelli            | Frankreich Raphael Py Léon Moreaux Louis Dutfoy Cauretto Athanase Sartori                             |
| 1903 | Argentinien Benjamin Segura Marcelo Torcuato de Alvear Andres del Pinto Jorge Lubary Angel Velaz       | Italien Cesare Valerio Aventino Righini Attilio Conti Alessandro Pederzoli Luigi Tavelli              | |
| 1904 | Schweiz Paul Probst Louis-Marcel Richardet Konrad Stäheli Konrad Röderer Karl Hess                     | Argentinien Benjamin Segura Marcelo Torcuato de Alvear José Fernández Pedro Partarrie Alberto Pero    | Frankreich Jean Fouconnier Léon Moreaux Raphael Py Cauretto Molinoe Paget                             |
| 1905 | Belgien Julien van Asbroeck Paul van Asbroeck Charles Paumier du Verger Robert Englebert Victor Robert | Schweiz Mathias Brunner Louis-Marcel Richardet Konrad Stäheli Francois Jacques Karl Hess              | Frankreich Jean Depassio Léon Moreaux Andre Barbillat Louvier Andre de Castelbajac                    |
| 1906 | Belgien Julien van Asbroeck Paul van Asbroeck Charles Paumier du Verger Robert Englebert Victor Robert | Schweiz Konrad Röderer Louis-Marcel Richardet Konrad Stäheli Jakob Schalcher Karl Hess                | Frankreich Raphael Py Léon Moreaux Jean Fouconnier Andre Barbillat Louvier                            |
| 1907 | Belgien Julien van Asbroeck Paul van Asbroeck Charles Paumier du Verger Réginald Storms Victor Robert  | Schweiz Kaspar Widmer Mathias Brunner Konrad Stäheli Jakob Schalcher Karl Hess                        | Frankreich Raphael Py Léon Moreaux Jean Fouconnier Andre Barbillat Louvier                            |
| 1908 | Italien Cristoforo Buttafava Daniele Bonicelli Gian Galeazzo Cantoni Raffaele Frasca Aventino Righini  | Belgien Julien van Asbroeck Paul van Asbroeck Charles Paumier du Verger Réginald Storms Victor Robert | Frankreich Andre de Castelbajac Léon Moreaux André Regaud Andre Barbillat Duvoir                      |
| 1909 | Deutschland Eduard Schmeisser Gerhard Bock Eduard Ehricht Richard Fischer Joachim Vogel                | Schweiz Eugen Wanner Mathias Brunner Konrad Stäheli Konrad Röderer Karl Hess                          | Frankreich Maurice Fauré Léon Moreaux André Regaud Andre Barbillat Raphael Py                         |
| 1910 | Belgien Paul van Asbroeck Charles Paumier du Verger Robert Englebert Norbert Van Molle A. Wullemnans   | Italien Giuseppe Mussino Riccardo Ticchi Carlo Vercellone Raffaele Frasca Aventino Righini            | Deutschland Eduard Schmeisser Gerhard Bock Eduard Ehricht Richard Fischer Joachim Vogel               |
| 1911 | Belgien Paul van Asbroeck Charles Paumier du Verger Philippe Cammaerts Norbert Van Molle Serruys       | Deutschland Eduard Schmeisser Gassmann Eduard Ehricht Richard Fischer Joachim Vogel                   | Schweiz Jules Landry Mathias Brunner Konrad Stäheli Konrad Röderer Kaspar Widmer                      |
| 1912 | Belgien Paul van Asbroeck Charles Paumier du Verger Philippe Cammaerts Norbert Van Molle Serruys       | Frankreich Jean Carrere Paul Majean André Regaud Andre Barbillat Andre de Castelbajac                 | Italien Giuseppe Mussino Riccardo Ticchi Alfredo Galli Raffaele Frasca Luigi M'Oretto                 |
| 1913 | Vereinigte Staaten John Dietz Parmly Hanford Alfred Lane Clarence McCutcheon James Snook               | Frankreich Jean Carrere Léon Johnson André Regaud Louis Percy Girardot                                | Schweden Vilhelm Carlberg Otto Christiansson Sigvard Hultcrantz Robert Löwman Casimir Reuterskiöld    |
| 1914 | Italien Roberto Preda Riccardo Ticchi Alfredo Galli Raffaele Frasca Luigi Moretto                      | Frankreich Jean Carrere Andre Barbillat André Regaud Léon Johnson Girardot                            | Belgien Paul van Asbroeck Louis Andrieu Victor Robert Henri Sauveur Serruys                           |
| 1921 | Italien Giancarlo Boriani Riccardo Ticchi Franco Micheli Raffaele Frasca Luigi Moretto                 | Schweiz Domenico Giambonini Mathias Brunner Hans Hänni Kaspar Widmer Fritz Zulauf                     | Frankreich Paul Maujean Louis Tetart André Regaud Léon Johnson R. Pecchia                             |
| 1922 | Schweiz Robert Blum Fritz König Hans Hänni Willy Schnyder Fritz Zulauf                                 | Italien Luigi Corba Camillo Isnardi Franco Micheli Riccardo Ticchi Luigi Moretto                      | Vereinigte Staaten Irving Romaro Calkins Karl Telford Alfred Lane Paul Raymond J. Considine           |
| 1923 | Vereinigte Staaten Irving Romaro Calkins Karl Telford J. Dunn Charles Price R.G. Wescott               | | |
| 1924 | Schweiz Robert Blum Fritz König Hans Hänni Willy Schnyder Mathias Brunner                              | Frankreich Paul Maujean Andre de Castelbajac Gilles Petit Keller-Dorian Veyssiere                     | Dänemark Christian Lehrman Lars Jørgen Madsen Christian Möller Frederik Frederiksen Christian Jensen  |
| 1925 | Frankreich Charles des Jamonières Louis Tetart Gilles Petit Keller-Dorian R. Pecchia                   | Schweiz Robert Blum Fritz König Hans Hänni Willy Schnyder Fritz Balmer                                | Dänemark Christian Lehrman Niels Larsen Christian Möller Frederik Frederiksen Christian Jensen        |
| 1927 | Schweiz Robert Blum Fritz Zulauf August Wiederkehr Willy Schnyder Fritz Balmer                         | Dänemark Christian Lehrman Anker Boll Christian Möller Paul Möller Erik Sætter-Lassen                 | Spanien Jose Bento Antonio Bonilla Luis Calvet Julio Castro García Martínez                           |
| 1928 | Schweiz Robert Blum Fritz Zulauf August Wiederkehr Willy Schnyder Jakob Fischer                        | Spanien Jose Bento Cipriani Romero Luis Calvet Julio Castro García Martínez                           | Frankreich Charles des Jamonières Andre de Castelbajac G. Regis Keller-Dorian R. Pecchia              |
| 1929 | Schweiz Robert Blum Fritz Zulauf Jean Tevilliod de Bude Willy Schnyder Jakob Fischer                   | Spanien Jose Bento Cipriani Romero Luis Calvet Jose Esquena García Martínez                           | Frankreich Charles des Jamonières Andre de Castelbajac G. Regis Marcel Bonin Paul Gremeaux            |
| 1930 | Schweiz Severein Crivelli Fritz Zulauf Jean Revilliod de Bude Willy Schnyder Ernst Flückiger           | Frankreich Paul Gremeaux Charles des Jamonières G. Regis Marcel Bonin Gamtier                         | Dänemark Christian Jensen Anker Boll Niels Larsen Christian Lehrmann Axel Lerche                      |
| 1931 | Schweiz Severein Crivelli Fritz Zulauf Jean Revilliod de Bude Willy Schnyder Ernst Flückiger           | Frankreich Paul Gremeaux Charles des Jamonières Andre de Castelbajac Marcel Bonin Neveu               | Finnland Viktor Miinalainen Svante Arturi Timonen Ilmari Vilenius Karl Gustaf Svensson A. Granholm    |
| 1933 | Schweiz Severein Crivelli Ernst Andres Florian Bullo Willy Schnyder Ernst Flückiger                    | Frankreich Rene Koch Charles des Jamonières M. Brion Marcel Bonin Neveu                               | Spanien Jose Bento Jose Esquena García Martínez Cipriano Romero Botillan                              |
| 1935 | Schweiz Severein Crivelli Ernst Andres Walter Büchi Fritz Leibundgut Ernst Flückiger                   | Italien Giancarlo Boriani Bosforo Capone Carlo Maresca Stefano Margotti Ugo Pistolesi                 | Deutschland Hermann Beltzner Erich Krempel Günter Lorenz Emil Martin Paul Wehner                      |
| 1937 | Schweiz Severein Crivelli Hans Gämperli Walter Büchi Walter Schaffner Ernst Flückiger                  | Finnland Klaus Lahti Aatto Nuora Jaakko Rintanen Klaus Suonkontu Tapio Wartiovaara                    | Schweden Gustav Bergström Bertil Gustafsson Helge Meuler Torsten Ullman Gottfrid von Rooth            |
| 1939 | Schweiz Heinz Ambühl Ernst Andres Walter Büchi Walter Muster Ernst Flückiger                           | Schweden Gustav Bergström Bertil Gustafsson Carl Sjöberg Torsten Ullman Gottfrid von Rooth            | Deutschland Walter Krafft Erich Krempel Friedrich Krempel Emil Martin Paul Wehner                     |
| 1947 | Argentinien Oscar Bidegain Pablo Cagnasso Federico Manes Federico Gruben Alberto Martijena             | Schweden Sven Lundquist Sture Nordlund Karl Axel Wallen Torsten Ullman Gunnar Schött                  | Schweiz Heinz Ambühl Beat Rhyner Walter Schaffner Albert Specker Ernst Flückiger                      |
| 1949 | Argentinien Oscar Bidegain Pablo Cagnasso Antonio Cannavo Federico Gruben Alberto Martijena            | Schweden Sven Lundquist Sture Nordlund Hugo Lundquist Torsten Ullman Gösta Pihl                       | Vereinigte Staaten Huelet Benner William Hancock Charles Logie Harry Reeves William Toney             |
| 1952 | Schweden Ake Lindblom Sture Nordlund Hugo Lundquist Torsten Ullman Gunnar Schött                       | Schweiz Heinz Ambühl Beat Rhyner Heinrich Keller Albert Specker Rudolf Schnyder                       | Finnland Jussi Hölsö Klaus Lahti Leonard Ravila Olva Tylli Sven Widnäs                                |
| 1954 | Sowjetunion Wladimir Gjemin Anatoli Jaschinski Konstantin Martasow Jewgeni Polikanin Lew Wainschtein   | Vereinigte Staaten Huelet Benner Ralph Anthony John Dodds Harry Reeves Offutt Pinion                  | Schweden Ake Lindblom Leif Larsen Hugo Lundquist Torsten Ullman Gustaf Preutz                         |
| 1958 | Sowjetunion Alexei Guschtschin Anatoli Jaschinski Machmud Omarow Jewgeni Polikanin Anatoli Sapolski    | Vereinigte Staaten William Blankenship Nelson Lincoln David Miller Roy Sutherland Offutt Pinion       | Tschechoslowakei Jiří Hrneček Vladimir Kudrna František Maxa Karel Mucha Josef Svab                   |
| 1962 | Sowjetunion Wladimir Stolypin Michail Akulow Alexei Guschtschin Grigori Kossych                        | Vereinigte Staaten William Blankenship Lloyd Burchett Franklin Green Frederick Schaser                | Schweiz Ludwig Hemauer Fred Michel Alfred Späni Ernst Stoll                                           |
| 1966 | Sowjetunion Wladimir Stolypin Jewgeni Raskasow Albert Udatschin Grigori Kossych                        | Schweiz Ludwig Hemauer Fritz Lehrmann Alfred Späni Ernst Stoll                                        | Polen Rajmund Stachurski Józef Zapędzki Jozef Frydel Henryk Siek                                      |
| 1970 | Sowjetunion Wladimir Stolypin Boris Jermakow Anatoli Jegristschin Grigori Kossych                      | DDR Helmut Artelt Gert Schreiber Heinz Szurlies Harald Vollmer                                        | Polen Rajmund Stachurski Karol Chodkiewicz Zbigniew Fedyczak Pawel Malek                              |
| 1974 | Sowjetunion Georgi Zapolskich Igor Rajenko Anatoli Jegristschin Grigori Kossych                        | Tschechoslowakei Vladimir Hyka Hynek Hromada Ivan Nemethy Milos Stefan                                | Österreich Hubert Garschall Hans-Peter Schmidt Othmar Schneider Heinz Tschabrun                       |
| 1978 | Schweiz Herbert Binder Roman Burkhard Moritz Minder Arno Rissi                                         | Japan Chikafumi Hirai Mamoru Inagaki Fumihisa Semizuki Shigetoshi Tashiro                             | Deutschland Karl-Otto Westphalen Klaus Bolbrock Alfons Messerschmidt Udo Scharf                       |
| 1982 | Sowjetunion Alexander Melentjew Sergej Sumatochin Anatoli Jegristschin Wladas Turla                    | Vereinigte Staaten Erich Buljung Jimmie McCoy Don Nygord Eugene Ross                                  | Volksrepublik China Wang Yifu Chou Zhijan Su Zhibo Wang Ming                                          |
| 1986 | Sowjetunion Sergei Pyschjanow Alexander Melentjew Ihar Bassinski                                       | Schweden Benny Östlund Pertti Paeaekkoenen Ragnar Skanåker                                            | DDR Gernot Eder Michael Hochmuth Uwe Potteck                                                          |
| 1990 | Ungarn István Ágh Csaba Győrik Zoltan Papanitz                                                         | Sowjetunion Sergei Pyschjanow Alexander Melentjew Ihar Bassinski                                      | Schweden Benny Östlund Bengt Kamis Ragnar Skanåker                                                    |
| 1994 | Ukraine Alexander Blisnischenko Wiktor Makarow Wladimir Iwantschuk                                     | Russland Sergei Pyschjanow Boris Kokorew Sergei Poljakow                                              | Volksrepublik China Wang Yifu Li Jinbao Xu Haifeng                                                    |
| 1998 | Volksrepublik China Wang Yifu Xu Dan Lin Zhongzai                                                      | Russland Michail Nestrujew Boris Kokorew Wladimir Gontscharow                                         | Belarus Ihar Bassinski Sergej Jurusow Konstantin Lukaschyk                                            |
| 2002 | Volksrepublik China Wang Yifu Xu Dan Lin Zhongzai                                                      | Russland Michail Nestrujew Boris Kokorew Wladimir Gontscharow                                         | Ukraine Oleg Dronow Wiktor Makarow Ivan Rybowalow                                                     |
| 2006 | Volksrepublik China Lin Zhongzai Wu Xiao Tan Zongliang                                                 | Russland Michail Nestrujew Wladimir Issakow Wladimir Gontscharow                                      | Italien Francesco Bruno Vigilio Fait Giuseppe Giordano                                                |
| 2010 | Südkorea Jin Jong-oh Lee Dae-myung Han Seung-woo                                                       | Volksrepublik China Zhang Tian Wu Jing Pang Wei                                                       | Spanien Pablo Carrera Miguel Salvador Gimenez Pablo Garcia                                            |
| 2014 | Volksrepublik China Wang Zhiwei Pu Qifeng Pang Wei                                                     | Südkorea Jin Jong-oh Lee Dae-myung Choi Young-rae                                                     | Nordkorea Kim Jong-su Kim Song-suk Kwon Tong-hyok                                                     |
| 2018 | Südkorea Lee Sam-yung Park Dae-hun Han Seung-woo                                                       | Serbien Damir Mikec Dusko Petrov Dimitrije Grgic                                                      | Volksrepublik China Wu Jiayu Zhang Bingchen Pu Qifeng                                                 |

### Medaillenspiegel
Stand: 2018
| Rang | Land                              | Gold | Silber | Bronze | Gesamt |
| ---- | --------------------------------- | ---- | ------ | ------ | ------ |
| 1    | Schweiz                           | 30   | 16     | 14     | 60     |
| 2    | Belgien                           | 14   | 6      | 6      | 26     |
| 3    | Russland inkl. Sowjetunion        | 13   | 8      | 5      | 26     |
| 4    | Schweden                          | 8    | 8      | 7      | 23     |
| 5    | Volksrepublik China               | 7    | 2      | 4      | 13     |
| 6    | Vereinigte Staaten                | 4    | 8      | 5      | 17     |
| 7    | Deutschland inkl. DDR             | 4    | 6      | 7      | 17     |
| 8    | Argentinien                       | 4    | 2      | 1      | 7      |
| 9    | Frankreich                        | 3    | 14     | 17     | 34     |
| 10   | Italien                           | 3    | 9      | 4      | 16     |
| 11   | Südkorea                          | 3    | 2      | 1      | 5      |
| 12   | Bulgarien                         | 1    | 2      | 0      | 3      |
| 12   | Japan                             | 1    | 2      | 0      | 3      |
| 14   | Ukraine                           | 1    | 1      | 1      | 3      |
| 15   | Indien                            | 1    | 1      | 0      | 2      |
| 16   | Ungarn                            | 1    | 0      | 3      | 4      |
| 17   | Tschechien inkl. Tschechoslowakei | 0    | 4      | 3      | 7      |
| 18   | Spanien                           | 0    | 2      | 4      | 6      |
| 19   | Serbien                           | 0    | 2      | 0      | 2      |
| 20   | Dänemark                          | 0    | 1      | 4      | 5      |
| 21   | Finnland                          | 0    | 1      | 2      | 3      |
| 22   | Belarus                           | 0    | 0      | 2      | 2      |
| 22   | Polen                             | 0    | 0      | 2      | 2      |
| 24   | Kasachstan                        | 0    | 0      | 1      | 1      |
| 24   | Niederlande                       | 0    | 0      | 1      | 1      |
| 26   | Österreich                        | 0    | 0      | 1      | 1      |
| 26   | Nordkorea                         | 0    | 0      | 1      | 1      |
|      |                                   | 98   | 97     | 96     | 291    |

## Schnellfeuerpistole

### Einzel Herren
| Jahr | Gold                   | Silber               | Bronze                   |
| ---- | ---------------------- | -------------------- | ------------------------ |
| 1933 | Charles des Jamonières | Cristobal Tauler     | Luis Calvet              |
| 1935 | Walter Boninsegni      | František Pokorný    | Arturo Gonzalez Costello |
| 1937 | Karlis Klava           | Pranas Giedrimas     | Erik Ljungqvist          |
| 1939 | Torsten Ullman         | Cornelius van Oyen   | Jonas Miliaiskas         |
| 1947 | Enrique Sáenz-Valiente | Constantin Mylonas   | Sven Lundquist           |
| 1949 | Huelet Benner          | Harry Wendell Reeves | Leonardo Ravilo          |
| 1952 | Huelet Benner          | Panait Calcai        | Enrique Sáenz-Valiente   |
| 1954 | Nikolai Kalinitschenko | William McMillan     | Pentti Linnosvuo         |
| 1958 | Alexander Kropotjin    | Alexander Sabelin    | Ștefan Petrescu          |
| 1962 | Alexander Sabelin      | Igor Rakalow         | James McNally            |
| 1966 | Virgil Atanasiu        | Józef Zapędzki       | Renart Suleimanow        |
| 1970 | Giovanni Liverzani     | Ladislav Falta       | Wesselin Petkow          |
| 1974 | Alfred Radke           | Heinz Weissenberger  | Wiktor Torschin          |
| 1978 | Ove Gunnarsson         | Werner Beier         | Gerhard Petritsch        |
| 1982 | Igor Pusyrjow          | Ove Gunnarsson       | Alfred Radke             |
| 1986 | Adam Kaczmarek         | Andrzej Macur        | Ralf Schumann            |
| 1990 | Ralf Schumann          | Myroslaw Yhnatjuk    | Perttim Eteläniemi       |
| 1994 | Krzysztof Kucharczyk   | Emil Milew           | Ralf Schumann            |
| 1998 | Ralf Schumann          | Daniel Leonhard      | Iulian Raicea            |
| 2002 | Marco Spangenberg      | Ralf Schumann        | Niki Marty               |
| 2006 | Zhang Penghui          | Liu Zhongsheng       | Sergei Alifirenko        |
| 2010 | Alexei Klimow          | Zhang Tian           | Li Yuehong               |
| 2014 | Kim Jun-hong           | Oliver Geis          | Li Yuehong               |
| 2018 | Lin Junmin             | Zhang Jian           | Jean Quiquampoix         |

### Mannschaft Herren
| Jahr | Gold                                                                                    | Silber                                                                                       | Bronze                                                                                   |
| ---- | --------------------------------------------------------------------------------------- | -------------------------------------------------------------------------------------------- | ---------------------------------------------------------------------------------------- |
| 1937 | Finnland Ville Elo Erik Ljungqvist-Linte Arvo Odenvall Jaakko Rintanen Sulo Seteri      | Litauen Pranas Giedrimas Kazys Sruoga Antanas Jelenskas Antanas Karciauskas Antanas Mamzelka | Deutschland Fritz Bucherer Hans Funck Walter Hartwig Paul Jasper Cornelius van Oyen      |
| 1939 | Ungarn Laszlo Badinszky Lajos Börzsönyi Ede Domby Károly Takács Laszlo Vadnay           | Litauen Pranas Giedrimas Vladas Nakutis Antanas Mamzelka Jonas Miliauskas Antanas Jelenskas  | Deutschland Fritz Bucherer Ludwig Leupold Cornelius van Oyen Lothar Walter Martin Zindel |
| 1947 | Italien Fernando Bernini Guido Bertoni Francesco Linari Belgio Mazzavillani             | Finnland Vainö Heusala Matti Kallio Mauri Kuokka Leonard Ravila                              | Griechenland Constantin Mylonas Ange Papadimas Georges Vichos Evangelos Chryssafis       |
| 1949 | Argentinien Oscar Cervo Enrique Sáenz-Valiente Dionisio Fernandez Enrique Furtado       | Finnland Vainö Heusala Matti Kallio Eino Saarnikko Leonard Ravila                            | Vereinigte Staaten Huelet Benner William Hancock Charles Logie Harry Reeves              |
| 1952 | Vereinigte Staaten Huelet Benner Walter Devine William McMillan Harry Reeves            | Finnland Vainö Heusala Jussi Hölsö Lauri Toikka Leonard Ravila                               | Argentinien Oscar Cervo Enrique Sáenz-Valiente Guillermo Cabral Enrique Schack           |
| 1954 | Sowjetunion Jewgeni Tscherkassow Nikolai Kalinitschenko Wiktor Nasonow Oleg Schgutow    | Vereinigte Staaten Huelet Benner Thomas Mitchell William McMillan Philip Röttinger           | Finnland Vainö Heusala Pentti Linnosvuo Lauri Toikka Leonard Ravila                      |
| 1958 | Sowjetunion Jewgeni Tscherkassow Alexander Kropotjin Wiktor Nasonow Alexander Sabelin   | Vereinigte Staaten Huelet Benner David Miller William McMillan Aubrey Smith                  | Ungarn Aladar Dobsa Jozsef Gyöngörü Ferenc Kun Károly Takács                             |
| 1962 | Sowjetunion Jewgeni Chajdurow Igor Bakalow Renart Suleimanow Alexander Sabelin          | Vereinigte Staaten William McMillan James McNally Aubrey Smith Cecil Wallis                  | Italien Ugo Amicosante Giovanni Liverzani Roberto Mazzoni Sergio Varetto                 |
| 1966 | Sowjetunion Wjatscheslaw Frantschewski Igor Bakalow Renart Suleimanow Alexander Sabelin | Rumänien Mikai Dumitriu Virgil Atanasiu Ion Tripșa Marcel Roșca                              | DDR Gerhard Feller Gerhard Dommrich Lothar Pinning Christian Düring                      |
| 1970 | Tschechoslowakei Ladislav Falta Vladimir Hurt Rudolf Kolinek Lubomír Nácovský           | Rumänien Virgil Atanasiu Dan Iuga Ion Tripșa Marcel Roșca                                    | Italien Ugo Amicosante Roberto Ferraris Giovanni Liverzani Silvano Mignardi              |
| 1974 | Sowjetunion Juri Alekschin Afanasijs Kuzmins Wiktor Torschin Michail Subko              | Tschechoslowakei Vladimir Hyka Vladimir Hurt Jan Kotora Lubomír Nácovský                     | Rumänien Virgil Atanasiu Corneliu Ion Marin Stan Marcel Roșca                            |
| 1978 | Deutschland Werner Beier Alfred Radke Helmut Seeger Heinz Weissenberger                 | Italien Rolando Comazzetto Roberto Ferraris Gianfranco Mantelli Alberto Sevieri              | Schweden Curt Andersson Ove Gunnarsson Boo Levin Ragnar Skanåker                         |
| 1982 | Sowjetunion Afanasijs Kuzmins Igor Pusyrjow Sergej Rysew Wladimir Wochmjanin            | Rumänien Gratian Calota Corneliu Ion Marin Stan Vasile Suliu                                 | Ungarn László Orbán László Németh Gabor Plank István Szalai                              |
| 1986 | Sowjetunion Afanasijs Kuzmins Oleg Tkatschew Wladimir Wochmjanin                        | Ungarn László Orbán Csaba Hell Zoltán Kovács                                                 | DDR Roger Herzig Ralf Schumann Jürgen Wiefel                                             |
| 1990 | Sowjetunion Myroslaw Yhnatjuk Afanasijs Kuzmins Sergei Pyschjanow                       | Ungarn László Balogh Zoltán Kovács Lajos Pálinkás                                            | Schweiz Otto Keller Anton Küchler Hans-Rudolf Schneider                                  |
| 1994 | Polen Adam Kaczmarek Andrzej Macur Krzysztof Kucharczyk                                 | Volksrepublik China Meng Gang Wang Runxi Zhang Riumin                                        | Ungarn István Jambrik Sándor Kacskó Lajos Pálinkás                                       |
| 1998 | Deutschland Ralf Schumann Daniel Leonhard Lars Ühlin                                    | Volksrepublik China Ji Haiping Zhang Penghui Meng Gang                                       | Japan Shoichi Uenosono Tomohiro Kida Shuji Tazawa                                        |
| 2002 | Deutschland Ralf Schumann Marco Spangenberg Klaus-Dieter Schmidt                        | Volksrepublik China Ji Haiping Liu Guohui Zhang Penghui                                      | Ukraine Oleg Tkatschew Roman Bondarjuk Taras Magmet                                      |
| 2006 | Volksrepublik China Zhang Penghui Liu Zhongsheng Liu Guohui                             | Russland Sergei Alifirenko Sergei Poljakow Alexei Klimow                                     | Italien Marco Liberato Riccardo Mazzetti Nicola Nello Pizzi                              |
| 2010 | Volksrepublik China Zhang Tian Li Yuehong Ding Feng                                     | Russland Alexei Klimow Leonid Jekimow Dimitri Brayko                                         | Vereinigte Staaten Brad Balsley Keith Sanderson Emil Milew                               |
| 2014 | Deutschland Oliver Geis Christian Reitz Aaron Saiter                                    | Tschechien Tomáš Těhan Martin Podhráský Martin Strnad                                        | Russland Leonid Jekimow Alexei Klimow Alexander Alifirenko                               |
| 2018 | Volksrepublik China Yao Zhaonan Zhang Jian Lin Junmin                                   | Deutschland Christian Reitz Christian Freckmann Oliver Geis                                  | Südkorea Park Jun-woo Song Jong-ho Kim Jun-hong                                          |

### Einzel Damen
| Jahr | Gold           | Silber           | Bronze                 |
| ---- | -------------- | ---------------- | ---------------------- |
| 1962 | Sofija Tjagnij | Nadeschda Julina | Gertrude Schernitzauer |

### Medaillenspiegel
Stand: 2018
| Rang | Land                              | Gold | Silber | Bronze | Gesamt |
| ---- | --------------------------------- | ---- | ------ | ------ | ------ |
| 1    | Russland inkl. Sowjetunion        | 14   | 6      | 4      | 24     |
| 2    | Deutschland inkl. DDR             | 8    | 7      | 7      | 22     |
| 3    | Volksrepublik China               | 5    | 6      | 2      | 13     |
| 4    | Vereinigte Staaten                | 3    | 5      | 4      | 12     |
| 5    | Polen                             | 3    | 2      | 0      | 5      |
| 6    | Italien                           | 3    | 1      | 3      | 7      |
| 7    | Schweden                          | 2    | 1      | 2      | 5      |
| 8    | Argentinien                       | 2    | 0      | 2      | 4      |
| 9    | Rumänien                          | 1    | 4      | 3      | 8      |
| 10   | Tschechien inkl. Tschechoslowakei | 1    | 4      | 0      | 5      |
| 11   | Finnland                          | 1    | 3      | 5      | 9      |
| 12   | Ungarn                            | 1    | 2      | 3      | 6      |
| 13   | Frankreich                        | 1    | 0      | 1      | 2      |
| 13   | Südkorea                          | 1    | 0      | 1      | 2      |
| 15   | Lettland                          | 1    | 0      | 0      | 1      |
| 16   | Litauen                           | 0    | 3      | 1      | 4      |
| 17   | Spanien                           | 0    | 1      | 2      | 3      |
| 18   | Griechenland                      | 0    | 1      | 1      | 2      |
| 18   | Bulgarien                         | 0    | 1      | 1      | 2      |
| 20   | Schweiz                           | 0    | 0      | 2      | 2      |
| 21   | Österreich                        | 0    | 0      | 1      | 1      |
| 21   | Japan                             | 0    | 0      | 1      | 1      |
| 21   | Ukraine                           | 0    | 0      | 1      | 1      |
|      |                                   | 47   | 47     | 47     | 141    |

## Großkaliberpistole

### Einzel Herren
| Jahr | Gold                | Silber            | Bronze              |
| ---- | ------------------- | ----------------- | ------------------- |
| 1947 | Torsten Ullman      | Mauri Kuokka      | N.J. Rodehefter     |
| 1949 | Heinrich Keller     | Eino Saarnikko    | Huelet Benner       |
| 1952 | Harry Reeves        | Walter Walsh      | Huelet Benner       |
| 1954 | Torsten Ullman      | Huelet Benner     | William McMillan    |
| 1958 | William McMillan    | Vladimir Kudrna   | Károly Takács       |
| 1962 | Igor Bakalow        | Jewgeni Chajdurow | William Blankenship |
| 1966 | William Blankenship | Lubomír Nácovský  | Renart Suleimanow   |
| 1970 | Rafael Carpio       | Seppo Mäkinen     | Lubomír Nácovský    |
| 1974 | Dan Iuga            | Francis Higginson | Hynek Hromada       |
| 1978 | Seppo Mäkinen       | Park Jong-kil     | Seppo Saarenpaeae   |
| 1982 | Wladas Turla        | Sergej Rysew      | Jaques Cheres       |
| 1986 | Oleg Tkatschew      | Afansi Kusmin     | Ihar Bassinski      |
| 1990 | Sergei Pyschjanow   | Miroslaw Ignatjuk | Park Byung-taek     |
| 1994 | Pal Hembre          | Christian Kezel   | Oleg Tkatschew      |
| 1998 | Park Byung-taek     | Pal Hembre        | Giovanni Bossi      |
| 2002 | Park Byung-taek     | Michail Nestrujew | Lee Sang-hak        |
| 2006 | Liu Yadong          | Michail Nestrujew | Michael Hofmann     |
| 2010 | Leonid Jekimow      | Júlio Almeida     | Pal Hembre          |
| 2014 | Yusuf Dikeç         | Oleksandr Petriw  | Tomáš Těhan         |
| 2018 | Júlio Almeida       | Christian Reitz   | Pawlo Korostyljow   |

### Mannschaft Herren
| Jahr | Gold                                                                              | Silber                                                                              | Bronze                                                                                    |
| ---- | --------------------------------------------------------------------------------- | ----------------------------------------------------------------------------------- | ----------------------------------------------------------------------------------------- |
| 1947 | Finnland Matti Kallio Mauri Kuokka Jaakko Rintanen Vainö Skarp                    | Schweden Aaro Helmisalo Eric Holmberg Sven Lundquist Torsten Ullman                 | Vereinigtes Königreich Reginald Bennett Bill Staton Henry Steele Bill Willott             |
| 1949 | Vereinigte Staaten Huelet Benner William Hancock Charles Logie Harry Reeves       | Schweiz Heinz Ambühl Hans Gämperli Heinrich Keller Beat Rhyner                      | Finnland Matti Kallio Leonard Ravilo Jaakko Rintanen Eino Saarnikko                       |
| 1952 | Vereinigte Staaten Huelet Benner Walter Walsh William McMillan Harry Reeves       | Schweden Erik Fagerholm Eric Holmberg Carl Roback Gunnar Schött                     | Mexiko Franco Pedro Aviles Rafael Bernejo Jose Reyes Rodrigues Carloes Rodriguez Guerrero |
| 1954 | Sowjetunion Anatoli Jaschinski Konstantin Martasow Machmud Omarow Lew Wainschtein | Vereinigte Staaten Huelet Benner John Jagoda William McMillan Harry Reeves          | Kuba Tomas Cabanas Rafael Antonio Cadalso Fernandez L. Dediot C. Rodriguez                |
| 1958 | Tschechoslowakei Vladimir Kudrna František Maxa Karel Mucha Vaclav Trojan         | Sowjetunion Anatoli Jaschinski Wassili Sorokin Machmud Omarow Lew Wainschtein       | Vereinigte Staaten Huelet Benner David Cartes William McMillan Aubrey Smith               |
| 1962 | Sowjetunion Jewgeni Chajdurow Igor Bakalow Wladimir Stolypin Albert Udatschin     | Vereinigte Staaten William McMillan William Blankenship Franklin Green Cecil Wallis | DDR Ugo Amicosante Giovanni Liverzani Roberto Mazzoni Sergio Varetto                      |
| 1966 | Vereinigte Staaten John Ditmore William Blankenship Franklin Green Emil Heugatter | Sowjetunion Renart Suleimanow Igor Bakalow Wladimir Stolypin Albert Udatschin       | Tschechoslowakei Ladislav Falta Josef Svab Jaroslav Vesely Lubomír Nácovský               |
| 1970 | Tschechoslowakei Ladislav Falta Vladimir Hurt Hynek Hromada Lubomír Nácovský      | Vereinigte Staaten Jimmie Dorsey William Blankenship Francis Higginson Elmer Hilden | Sowjetunion Grigori Kossych Igor Bakalow Wladimir Stolypin Afanasijs Kuzmins              |
| 1974 | Sowjetunion Georgi Zapoldskich Grogori Kosych Wiktor Torschin Michail Subko       | Vereinigte Staaten Bonnie Harmon Francis Higginson Bobby Tiner Milo Vlasin          | Finnland Eino Kohvakka Seppo Mäkinen Väinö Markkanen Lassi Riitinki                       |
| 1978 | Finnland Olavi Johannes Heikkinen Seppo Mäkinen Hannu Paavola Seppo Saarenpaeae   | Schweiz Marcel Ansermet Philippe Klay Reinhard Ruess Alex Tschui                    | Schweden Staffan Gunnarsson Ove Gunnarsson Boo Levin Ragnar Skanåker                      |
| 1982 | Sowjetunion Afanasijs Kuzmins Igor Pusyrjow Sergej Rysew Wladas Turla             | Schweiz Marcel Ansermet Sigisbert Schnyder Reinhard Ruess Alex Tschui               | Finnland Paavo Palokangas Seppo Mäkinen Hannu Paavola Jouni Vainio                        |
| 1986 | Sowjetunion Afanasijs Kuzmins Oleg Tkatschew Ihar Bassinski                       | Schweiz Hans Bürkli Anton Küchler Alex Tschui                                       | Österreich Dieter Aggermann Hermann Sailer Karl Pavlis                                    |
| 1990 | Sowjetunion Miroslaw Ignatjuk Afanasijs Kuzmins Sergei Pyschjanow                 | Finnland Seppo Mäkinen Asko Makinen Reijo Paerepalo                                 | Vereinigte Staaten Don Nygord Eduardo Suarez Darius Young                                 |
| 1994 | Russland Sergei Pyschjanow Sergei Poljakow Walentin Osipenko                      | Ukraine Oleg Tkatschew Miroslaw Ignatjuk Taras Magmet                               | Südkorea Lee Sang-hak Lee Ki-choon Park Byung-taek                                        |
| 1998 | Südkorea Park Byung-taek Lee Sang-hak Kim Seong-jun                               | Russland Sergei Pyschjanow Michail Nestrujew Sergei Alifirenko                      | Belarus Ihar Bassinski Sergei Jurusow Kanstanzin Lukaschyk                                |
| 2002 | Südkorea Park Byung-taek Lee Sang-hak Kim Seong-jun                               | Norwegen Petter Bratli Pal Hembre Erik Baekkevold                                   | Ukraine Oleg Tkatschew Oleksandr Petriw Roman Bondarjuk                                   |
| 2006 | Russland Sergei Poljakow Michail Nestrujew Sergei Alifirenko                      | Südkorea Park Byung-taek Lee Sang-hak Hong Seong-hwan                               | Nordkorea Kim Hyon-ung Ryu Myong-yon Kim Jong-su                                          |
| 2010 | Brasilien Júlio Almeida Emerson Duarte Jose Carlos Batista                        | Frankreich Sebastien Blachouin Franck Dumoulin Thierry Riedinger                    | Südkorea Hong Seong-hwa Park Byung-taek Jang Dae-kyu                                      |
| 2014 | Ukraine Oleksandr Petriw Roman Bondarjuk Pawlo Korostyljow                        | Russland Leonid Jekimow Alexei Klimow Anton Gourianow                               | Brasilien Júlio Almeida Emerson Duarte Jose Carlos Batista                                |
| 2018 | Südkorea Kim Young-min Kim Ji-ni Jang Dae-kyu                                     | Frankreich Clement Bessaguet Alban Lucien Pierson Boris Artaud                      | Volksrepublik China Yao Zhaonan Jun Yongde Zhao Xiankun                                   |

### Einzel Damen
| Jahr | Gold             | Silber  | Bronze         |
| ---- | ---------------- | ------- | -------------- |
| 1962 | Nadeschda Julina | Liberty | Sofija Tjagnij |

### Medaillenspiegel
Stand: 2018
| Rang | Land                              | Gold | Silber | Bronze | Gesamt |
| ---- | --------------------------------- | ---- | ------ | ------ | ------ |
| 1    | Russland inkl. Sowjetunion        | 14   | 10     | 4      | 28     |
| 2    | Vereinigte Staaten                | 6    | 8      | 7      | 21     |
| 3    | Südkorea                          | 5    | 2      | 4      | 11     |
| 4    | Finnland                          | 3    | 4      | 4      | 11     |
| 5    | Tschechien inkl. Tschechoslowakei | 2    | 2      | 4      | 8      |
| 6    | Schweden                          | 2    | 2      | 1      | 5      |
| 7    | Brasilien                         | 2    | 1      | 1      | 4      |
| 8    | Schweiz                           | 1    | 4      | 1      | 6      |
| 9    | Ukraine                           | 1    | 2      | 3      | 6      |
| 10   | Norwegen                          | 1    | 2      | 1      | 4      |
| 11   | Mexiko                            | 1    | 0      | 1      | 2      |
| 11   | Volksrepublik China               | 1    | 0      | 1      | 2      |
| 13   | Rumänien                          | 1    | 0      | 0      | 1      |
| 13   | Türkei                            | 1    | 0      | 0      | 1      |
| 15   | Frankreich                        | 0    | 3      | 1      | 4      |
| 16   | Deutschland                       | 0    | 1      | 1      | 2      |
| 17   | Österreich                        | 0    | 0      | 2      | 2      |
| 18   | Ungarn                            | 0    | 0      | 1      | 1      |
| 18   | Vereinigtes Königreich            | 0    | 0      | 1      | 1      |
| 18   | Kuba                              | 0    | 0      | 1      | 1      |
| 18   | Belarus                           | 0    | 0      | 1      | 1      |
| 18   | Nordkorea                         | 0    | 0      | 1      | 1      |
|      |                                   | 41   | 41     | 41     | 123    |

## Luftpistole

### Einzel Herren
| Jahr | Gold              | Silber                | Bronze               |
| ---- | ----------------- | --------------------- | -------------------- |
| 1970 | Kornel Marosvari  | Wladimir Stolypin     | Harald Vollmer       |
| 1974 | Grigori Kossych   | Ion Corneliu          | Jean Faggion         |
| 1978 | Paavo Palokangas  | Seppo Saarenpää       | Paulo Lamego         |
| 1979 | Geoffrey Robinson | Thomas Guinn          | Ragnar Skanåker      |
| 1981 | Don Nygord        | Ljubtscho Djakow      | Ragnar Skanåker      |
| 1982 | Ragnar Skanåker   | Alexander Melentjew   | Anatoli Jegrischin   |
| 1983 | Ragnar Skanåker   | Alexander Melentjew   | Anatoli Jegrischin   |
| 1985 | Rolf Beutler      | Uwe Potteck           | Pierre Bremond       |
| 1986 | Ihar Bassinski    | Uwe Potteck           | Pierre Bremond       |
| 1987 | Zoltan Papanitz   | Alexander Melentjew   | Ljubtscho Djakow     |
| 1989 | Sergei Pyschjanow | Uwe Potteck           | Sorin Babii          |
| 1990 | Bernardo Tobar    | István Ágh            | Boris Kokorew        |
| 1991 | Uwe Potteck       | Wang Yifu             | Sorin Babii          |
| 1994 | Franck Dumoulin   | Ihar Bassinski        | Roberto Di Donna     |
| 1998 | Wang Yifu         | Ihar Bassinski        | Kanstanzin Lukaschyk |
| 2002 | Michail Nestrujew | Andrija Zlatić        | Franck Dumoulin      |
| 2006 | Wei Ping          | Jakkrit Panichpatikum | Wladimir Gontscharow |
| 2010 | Yusuf Dikeç       | Andrija Zlatić        | Jin Jong-oh          |
| 2014 | Jin Jong-oh       | Yusuf Dikeç           | Wladimir Gontscharow |
| 2018 | Jin Jong-oh       | Artjom Tschernoussow  | Lee Dae-myung        |

### Mannschaft Herren
| Jahr | Gold                                                                                | Silber                                                                          | Bronze                                                                                  |
| ---- | ----------------------------------------------------------------------------------- | ------------------------------------------------------------------------------- | --------------------------------------------------------------------------------------- |
| 1970 | Sowjetunion Anatoli Jegristschin Grigori Kossych Jewgeni Raskasow Wladimir Stolypin | Finnland Immo Huhtinen Seppo Mäkinen Matti Patteri Seppo Saarenpää              | Deutschland Heinrich Fretwurst Heinz Mertel Manfred Möller Ernst Müller                 |
| 1974 | Sowjetunion Anatoli Jegristschin Grigori Kossych Waleri Margasow Wladimir Stolypin  | Deutschland Heinrich Fretwurst Manfred Deichmann Dieter Grütz Wolfgang Labenski | DDR Helmut Arttelt Heinz Szurlies Matthias Höflitz Harald Vollmer                       |
| 1978 | Finnland Teemu Anttila Seppo Mäkinen Paavo Palokangas Seppo Saarenpää               | Brasilien Paulo Lamego Wilson Scheidenmantel Benevenuto Tilli Bertino Souza     | Schweden Weith Andersson Ove Gunnarsson Staffan Oscarsson Ragnar Skanåker               |
| 1979 | Schweden Weith Andersson Stig Borje Nilsson Staffan Oscarsson Ragnar Skanåker       | Vereinigte Staaten Jimmie Dorsey Don Hamilton Samuel Hunter Don Nygord          | Südkorea Kim Jang-sik Lee Won-suk Lim Tae-ho Park Seung-lin                             |
| 1981 | Bulgarien Ljubtscho Djakow Ljubtscho Dimitrow Iwan Mandow Iean Mihow                | Schweiz Rolf Beutler Roman Burkhard Jacques Alain Perrin Rene von Gunten        | Sowjetunion Anatoli Jegristschin Ihar Bassinski Alexander Schnieschko Sergei Sumatochin |
| 1982 | Sowjetunion Anatoli Jegrischin Alexander Melentjew Wladas Turla Sergei Sumatochin   | Vereinigte Staaten Erich Buljung Jimmie McCoy Darius Young Don Nygord           | Schweden Weith Andersson Stig Borje Nilsson Benny Östlund Ragnar Skanåker               |
| 1983 | Sowjetunion Anatoli Jegrischin Alexander Melentjew Wladas Turla                     | Schweden Staffan Oscarsson Benny Östlund Ragnar Skanåker                        | Frankreich Jean Bilon Jacky Durand Remy Harang                                          |
| 1985 | Sowjetunion Anatoli Jegrischin Boris Kokorew Wladas Turla                           | Frankreich Pierre Bremond Philippe Cola Remy Harang                             | Vereinigte Staaten George Ross Arnold Vitarbo Darius Young                              |
| 1986 | Sowjetunion Ihar Bassinski Boris Kokorew Alexander Melentjew                        | Frankreich Pierre Bremond Philippe Cola Remy Harang                             | DDR Gernot Eder Jens Potteck Uwe Potteck                                                |
| 1987 | Sowjetunion Anatoli Jegrischin Boris Kokorew Alexander Melentjew                    | DDR Gernot Eder Jens Potteck Uwe Potteck                                        | Bulgarien Ljubtscho Djakow Tanju Kirjakow Sabi Sabew                                    |
| 1989 | Sowjetunion Sergei Pyschjanow Sergej Barmin Alexander Melentjew                     | Italien Roberto Di Donna Dario Palazzani Vincenzo Spilotro                      | Ungarn Csaba Győrik Zsolt Karacs Zoltán Papanitz                                        |
| 1990 | Sowjetunion Sergei Pyschjanow Boris Kokorew Michail Nestrujew                       | Ungarn István Ágh Csaba Győrik Zoltán Papanitz                                  | DDR Gernot Eder Jens Potteck Uwe Potteck                                                |
| 1991 | Sowjetunion Sergei Pyschjanow Boris Kokorew Sergei Barmin                           | Deutschland Gernot Eder Hans-Jürgen Bauer-Neumaier Uwe Potteck                  | Volksrepublik China Li Jinbao Wang Yifu Xu Haifeng                                      |
| 1994 | Volksrepublik China Zhang Shengge Wang Yifu Xu Haifeng                              | Italien Vigilio Fait Roberto Di Donna Vincenzo Spilotro                         | Ungarn Csaba Győrik Zsolt Karacs Zoltán Papanitz                                        |
| 1998 | Volksrepublik China Wang Yifu Xu Dan Wu Hui                                         | Russland Michail Nestrujew Boris Kokorew Wladimir Gontscharow                   | Belarus Kanstanzin Lukaschyk Ihar Bassinski Sergej Jurusow                              |
| 2002 | Russland Michail Nestrujew Wladimir Issakow Wladimir Gontscharow                    | Volksrepublik China Wang Yifu Tan Zongliang Li Huaiyu                           | Ukraine Oleg Dronow Wiktor Makarow Iwan Rybowalow                                       |
| 2006 | Volksrepublik China Wei Ping Tan Zongliang Lin Zhongzai                             | Russland Michail Nestrujew Wladimir Issakow Wladimir Gontscharow                | Frankreich Walter Lapeyre Manuel Alexandre-Augrand Franck Dumoulin                      |
| 2010 | Russland Sergej Tscherjakowsky Wladimir Issakow Leonid Jekimow                      | Serbien Andrija Zlatić Damir Mikec Dimitrije Grgić                              | Südkorea Jin Jong-oh Lee Dae-myung Han Seung-woo                                        |
| 2014 | Volksrepublik China Wei Ping Pu Qifeng Wang Zhiwei                                  | Südkorea Jin Jong-oh Kim Cheong-yong Lee Dae-myung                              | Russland Wladimir Gontscharow Wladimir Issakow Sergej Tscherjakowsky                    |
| 2018 | Südkorea Lee Dae-myung Jin Jong-oh Han Seung-woo                                    | Indien Abhishek Verma Om Prakash Mitharval Shahzar Rizvi                        | Russland Artjom Tschernoussow Denis Koulakow Anton Gourianow                            |

### Einzel Damen
| Jahr | Gold                 | Silber               | Bronze               |
| ---- | -------------------- | -------------------- | -------------------- |
| 1970 | Sally Carroll        | Nina Raskasowa       | Nina Stoljarowa      |
| 1974 | Sinaida Simonjan     | Anisoara Matei       | Nina Stoljarowa      |
| 1978 | Kerstin Hansson      | Gun Naesman          | Yang Ja-moon         |
| 1979 | Ruby Fox             | Patricia Dench       | Sally Carroll        |
| 1981 | Mona Kalinina        | Kerstin Bodin        | Marina Dobrantschewa |
| 1982 | Marina Dobrantschewa | Anuksene Trejnite    | Inna Rose            |
| 1983 | Kerstin Bodin        | Julita Macur         | Kim Yang-ja          |
| 1985 | Marina Dobrantschewa | Anuksene Trejnite    | Maritha Karlsson     |
| 1986 | Anke Völker          | Marina Dobrantschewa | Liu Haiying          |
| 1987 | Jasna Brajković      | Swetlana Smirnowa    | Anne Goffin          |
| 1989 | Nino Salukwadse      | Jasna Šekarić        | Lieselotte Breker    |
| 1990 | Jasna Šekarić        | Marina Logwinenko    | Swetlana Smirnowa    |
| 1991 | Marina Logwinenko    | Li Shuanghong        | Margit Stein         |
| 1994 | Jasna Šekarić        | Margit Stein         | Galina Beljajewa     |
| 1998 | Munkhbayar Dorjsuren | Yoko Inada           | Lalita Milchina      |
| 2002 | Olena Kostewytsch    | Nino Salukwadse      | Olga Kusnezowa       |
| 2006 | Natalja Paderina     | Hu Jun               | Wiktoryia Tschajka   |
| 2010 | Zorana Arunović      | Lalita Jauhleuskaja  | Wiktoryia Tschajka   |
| 2014 | Jung Hee-hae         | Olena Kostewytsch    | Wu Ciaying           |
| 2018 | Anna Korakaki        | Zorana Arunović      | Kim Bo-mi            |

### Mannschaft Damen
| Jahr | Gold                                                               | Silber                                                        | Bronze                                                              |
| ---- | ------------------------------------------------------------------ | ------------------------------------------------------------- | ------------------------------------------------------------------- |
| 1970 | Sowjetunion Nadeschda Ibrahimowa Nina Raskasowa Nina Stoljarowa    | Deutschland Ortrud Feickert Karin Fitzner Ruth Kasten         | Vereinigte Staaten Sally Carroll Lucile Chambliss Barbara Hiley     |
| 1974 | Sowjetunion Galina Scharikowa Sinaida Simonjan Nina Stoljarowa     | Vereinigte Staaten Sharon Best Ruby Fox Barbara Hiley         | Deutschland Ortrud Feickert Karin Fitzner Ruth Kasten               |
| 1978 | Schweden Kerstin Hansson Gun Naesman Ingridh Strömqvist            | Australien Julie Aitken Patricia Dench Maureen Hill           | Südkorea Kwan Seok-kang Kim Yang-ja Yang Ja-moon                    |
| 1979 | Vereinigte Staaten Sally Carroll Ruby Fox Patricia Olsowsky        | Schweden Kerstin Hansson Gun Naesman Sally Remmert            | Vereinigtes Königreich Carol Bartlett Rosemarie Edgar Trudy Henry   |
| 1981 | Sowjetunion Mona Kalinina Sinaida Simonjan Marina Dobrantschewa    | Schweiz Veronica Edelmann Doris Hafen Elisabeth Sager         | Vereinigte Staaten Sally Carroll Ruby Fox Carol Baker               |
| 1982 | Sowjetunion Inna Rose Anuksene Trejnite Marina Dobrantschewa       | Volksrepublik China Gao Jianmin Yi Nang Wen Zhifeng           | Schweden Monica Aberg Gun Naesman Chris Johansson                   |
| 1983 | Schweden Monica Aberg Kerstin Bodin Sally Remmert                  | Österreich Corinna Hoffmann Christine Strahalm Christa Werk   | Vereinigte Staaten Sally Carroll Ruby Fox Cathy Graham              |
| 1985 | Sowjetunion Irada Asumowa Marina Dobrantschewa Inna Rose           | Schweden Kerstin Bodin Britt Marie Ellis Maritha Karlsson     | Deutschland Angelika Hermann Kirsten Steinert Margit Stein          |
| 1986 | Sowjetunion Irina Kotscherowa Marina Dobrantschewa Lolita Swetkowa | Deutschland Diana Müller Heidrun Richter Anke Völker          | Schweden Britt Marie Ellis Kerstin Bodin Maritha Karlsson           |
| 1987 | Sowjetunion Nino Salukwadse Swetlana Smirnowa Lolita Swetkowa      | Polen Dorota Bidolach Maria Janicka-Janda Julita Macur        | Deutschland Lieselotte Breker Anetta Kalinowski Margit Stein        |
| 1989 | Deutschland Lieselotte Breker Anetta Kalinowski Margit Stein       | Sowjetunion Nino Salukwadse Swetlana Smirnowa Olga Schilenok  | Ungarn Agnes Ferencz Anna Gonczi Marta Kotroczo                     |
| 1990 | Sowjetunion Nino Salukwadse Swetlana Smirnowa Marina Logwinenko    | Deutschland Lieselotte Breker Monika Schilleder Margit Stein  | Bulgarien Marija Grosdewa Margarita Schkodrowa Tania Stanewa        |
| 1991 | Sowjetunion Nino Salukwadse Olga Klotschnewa Marina Logwinenko     | Deutschland Lieselotte Breker Anke Völker Margit Stein        | Jugoslawien Ksenja Macek Jasna Šekarić Mirela Skoko                 |
| 1994 | Volksrepublik China Fan Xiaoping Li Duihong Ge Ma                  | Bulgarien Marija Grosdewa Diana Jorgowa Tania Stanewa         | Deutschland Doreen Müller Anke Völker Margit Stein                  |
| 1998 | Russland Galina Beljajewa Swetlana Smirnowa Marina Logwinenko      | Volksrepublik China Cai Yeqing Jie Ren Tao Luna               | Deutschland Carmen Meininger Anke Völker-Schumann Margit Stein      |
| 2002 | Russland Galina Beljajewa Swetlana Smirnowa Olga Kusnezowa         | Belarus Wiktoryia Tschajka Ludmilla Tschbatar Julia Alipowa   | Volksrepublik China Chen Ying Jie Ren Tao Luna                      |
| 2006 | Volksrepublik China Chen Ying Hu Jun Fei Fengji                    | Belarus Wiktoryia Tschajka Ludmilla Tschbatar Wauhenia Haluza | Russland Natalja Paderina Swetlana Smirnowa Olga Kusnezowa          |
| 2010 | Australien Lalita Jauhleuskaja Dina Aspandijarowa Linda Ryan       | Südkorea Lee Ho-lim Kim Byung-hee Park Min-jin                | Volksrepublik China Guo Wenjun Su Yuling Zhang Jingjing             |
| 2014 | Serbien Jasna Šekarić Bobana Veličković Zorana Arunović            | Volksrepublik China Guo Wenjun Zhang Mengyuan Zhou Qingyuan   | Ungarn Renáta Tobai-Sike Zsófia Csonka Adrienn Nemes                |
| 2018 | Volksrepublik China Ji Xiaojing Wang Qian Jiang Ranxin             | Südkorea Kwak Jung-hye Kim Bo-mi Kim Min-jung                 | Russland Swetlana Medwedewa Margarita Lomowa Witalina Bazaraschkina |

### Mixed
| Jahr | Gold                                                 | Silber                                    | Bronze                                 |
| ---- | ---------------------------------------------------- | ----------------------------------------- | -------------------------------------- |
| 2018 | Russland Artjom Tschernoussow Witalina Bazaraschkina | Volksrepublik China Wang Mangyi Wang Qian | Ukraine Oleg Omelchuk Olena Kostewysch |

### Medaillenspiegel
Stand: 2018
| Rang | Land                       | Gold | Silber | Bronze | Gesamt |
| ---- | -------------------------- | ---- | ------ | ------ | ------ |
| 1    | Russland inkl. Sowjetunion | 35   | 14     | 16     | 65     |
| 2    | Volksrepublik China        | 9    | 8      | 4      | 21     |
| 3    | Schweden                   | 7    | 5      | 7      | 19     |
| 4    | Südkorea                   | 4    | 3      | 8      | 15     |
| 5    | Vereinigte Staaten         | 4    | 3      | 5      | 12     |
| 6    | Deutschland inkl. DDR      | 3    | 11     | 12     | 26     |
| 7    | Serbien                    | 3    | 4      | 0      | 7      |
| 8    | Ungarn                     | 2    | 2      | 4      | 8      |
| 9    | Finnland                   | 2    | 2      | 0      | 4      |
| 10   | Jugoslawien                | 2    | 1      | 1      | 4      |
| 11   | Australien                 | 1    | 3      | 0      | 4      |
| 12   | Frankreich                 | 1    | 2      | 6      | 9      |
| 13   | Bulgarien                  | 1    | 2      | 3      | 6      |
| 14   | Schweiz                    | 1    | 2      | 0      | 3      |
| 15   | Ukraine                    | 1    | 1      | 2      | 4      |
| 16   | Türkei                     | 1    | 1      | 0      | 2      |
| 17   | Vereinigtes Königreich     | 1    | 0      | 1      | 2      |
| 18   | Kolumbien                  | 1    | 0      | 0      | 1      |
| 18   | Mongolei                   | 1    | 0      | 0      | 1      |
| 18   | Griechenland               | 1    | 0      | 0      | 1      |
| 21   | Belarus                    | 0    | 4      | 5      | 9      |
| 22   | Rumänien                   | 0    | 2      | 2      | 4      |
| 23   | Italien                    | 0    | 2      | 1      | 3      |
| 24   | Polen                      | 0    | 2      | 0      | 2      |
| 25   | Brasilien                  | 0    | 1      | 1      | 2      |
| 26   | Kanada                     | 0    | 1      | 0      | 1      |
| 26   | Thailand                   | 0    | 1      | 0      | 1      |
| 26   | Japan                      | 0    | 1      | 0      | 1      |
| 26   | Georgien                   | 0    | 1      | 0      | 1      |
| 26   | Österreich                 | 0    | 1      | 0      | 1      |
| 26   | Indien                     | 0    | 1      | 0      | 1      |
| 32   | Belgien                    | 0    | 0      | 1      | 1      |
| 32   | Kasachstan                 | 0    | 0      | 1      | 1      |
| 32   | Chinesisch Taipeh          | 0    | 0      | 1      | 1      |
|      |                            | 81   | 81     | 81     | 243    |

## Standardpistole

### Einzel Herren
| Jahr | Gold              | Silber                | Bronze                |
| ---- | ----------------- | --------------------- | --------------------- |
| 1970 | Renart Suleimanow | Hynek Hromada         | William McMillan      |
| 1974 | Wiktor Torschin   | Bonnie Harmon         | Waleri Margasow       |
| 1978 | Ragnar Skanåker   | Seppo Saarenpää       | Hannu Paavola         |
| 1982 | Wladas Turla      | Alexander Melentjew   | Aldo Andreotti        |
| 1986 | Afanasijs Kuzmins | Hermann Sailer        | Ihar Bassinski        |
| 1990 | Miroslaw Ignatjuk | Finn Damkjaer         | Anton Küchler         |
| 1994 | Lee Sang-hak      | Hans-Rudolf Schneider | Seppo Makinen         |
| 1998 | Michail Nestrujew | Pal Hembre            | Jin Yongde            |
| 2002 | Rene Vogn         | Alexander Danilow     | Giovanni Bossi        |
| 2006 | Liu Guohui        | Kim Jong-su           | Jakkrit Panichpatikum |
| 2010 | Hwan Hong-seong   | Jin Yongde            | Júlio Almeida         |
| 2014 | Yusuf Dikeç       | João Costa            | Christian Reitz       |
| 2018 | Pawlo Korostyljow | Gurpreet Singh        | Kim Jun-hong          |

### Mannschaft Herren
| Jahr | Gold                                                                                 | Silber                                                                        | Bronze                                                                       |
| ---- | ------------------------------------------------------------------------------------ | ----------------------------------------------------------------------------- | ---------------------------------------------------------------------------- |
| 1970 | Vereinigte Staaten William Blankenship William McMillan Edwin Teague Charles Wheeler | Sowjetunion Igor Bakalow Wladimir Stolypin Renart Suleimanow Anatoli Spiwakow | Tschechoslowakei Ladislav Falta Hynek Hromada Wladimir Hurt Lubomír Nácovský |
| 1974 | Sowjetunion Wiktor Torschin Wladimir Stolypin Waleri Margasow Afanasijs Kuzmins      | Tschechoslowakei Vladimir Hyka Hynek Hromada Wladimir Hurt Milan Hyka         | Vereinigte Staaten Marvin Black Bonnie Harmon Bobby Tiner Charles Wheeler    |
| 1978 | Finnland Hannu Paavola Seppo Mäkinen Paavo Palokangas Seppo Saarenpää                | Italien Giuseppe Quadro Alberto Sevieri Roberto Vannozzi Renato Zambon        | Schweiz Marcel Ansermet Otto Keller Reinhard Ruess Alex Tschui               |
| 1982 | Sowjetunion Anatoli Jegrischin Alexander Melentjew Wladas Turla Sergei Sumatochin    | Italien Giuseppe Quadro Aldo Andreotti Giulio Mussini Renato Zambon           | Vereinigte Staaten Erich Buljung John Kailer Melvin Makin Don Nygord         |
| 1986 | Sowjetunion Ihar Bassinski Afanasijs Kuzmins Sergei Pyschjanow                       | Österreich Dieter Aggermann Karl Pavlis Hermann Sailer                        | Finnland Seppo Makinen Paavo Palokangas Jouni Vainio                         |
| 1990 | Sowjetunion Ihar Bassinski Afanasijs Kuzmins Miroslaw Ignatjuk                       | Volksrepublik China Wang Hui Wang Runxi Wang Yifu                             | Vereinigte Staaten Erich Buljung Jimmie McCoy Don Nygord                     |
| 1994 | Finnland Jari Koivu Seppo Makinen Jouni Vainio                                       | Volksrepublik China Meng Gang Wang Runxi Zhang Ruimin                         | Schweiz Eros de Berti Andreas Schweizer Hans-Rudolf Schneider                |
| 1998 | Volksrepublik China Wang Yifu Jin Yongde Meng Gang                                   | Norwegen Pal Hembre Petter Bratli Johnny Nilsen                               | Österreich Giovanni Bossi Karl Pavlis Gerhard Böhm                           |
| 2002 | Österreich Giovanni Bossi Karl Pavlis Heinz Költringer                               | Südkorea Park Byung-taek Lee Sang-hak Hong Seong-hwan                         | Volksrepublik China Liu Yadong Jin Yongde Liu Guohui                         |
| 2006 | Volksrepublik China Liu Yadong Jin Yongde Liu Guohui                                 | Russland Michail Nestrujew Sergei Poljakow Sergei Alifirenko                  | Ukraine Oleg Thatschew Roman Bondarjuk Oleksandr Petriw                      |
| 2010 | Volksrepublik China Jin Yongde Li Chuanlin Xie Zhenxiang                             | Deutschland Christian Reitz Pierre Michel Michael Schleuter                   | Südkorea Hong Seong-hwan Hwang Yoon-sam Jang Dae-kyu                         |
| 2014 | Ukraine Pawlo Korostyljow Roman Bondarjuk Oleksandr Petriw                           | Volksrepublik China Jin Yongde Li Chuanlin Ding Feng                          | Türkei Yusuf Dikeç Fatih Kavaruk Murat Klinc                                 |
| 2018 | Frankreich Clement Bessaguet Boris Artaud Alban Lucien Pierson                       | Südkorea Kim Jun-hong Kim Young-min Jang Dae-kyu                              | Ukraine Pawlo Korostyljow Wladimir Pasterniak Oleksandr Petriw               |

### Einzel Damen
| Jahr | Gold             | Silber                 | Bronze           |
| ---- | ---------------- | ---------------------- | ---------------- |
| 1970 | Judy Trim        | Gloria Vasue           | Nina Stoljarowa  |
| 2018 | Olena Kostewysch | Witalina Bazaraschkina | Doreen Vennekamp |

### Mannschaft Damen
| Jahr | Gold                                                  | Silber                                           | Bronze                                                      |
| ---- | ----------------------------------------------------- | ------------------------------------------------ | ----------------------------------------------------------- |
| 1970 | Australien                                            | Vereinigte Staaten                               | Deutschland                                                 |
| 2018 | Volksrepublik China Jiang Ranxin Lin Yuemei Yao Yushi | Südkorea Lee Jun-geun Kim Min-jung Kwak Jung-hye | Deutschland Monika Karsch Doreen Vennekamp Michelle Skeries |

### Medaillenspiegel
Stand: 2018
| Rang | Land                              | Gold | Silber | Bronze | Gesamt |
| ---- | --------------------------------- | ---- | ------ | ------ | ------ |
| 1    | Russland inkl. Sowjetunion        | 10   | 4      | 3      | 17     |
| 2    | Volksrepublik China               | 5    | 4      | 2      | 11     |
| 3    | Ukraine                           | 3    | 0      | 2      | 5      |
| 4    | Südkorea                          | 2    | 3      | 2      | 7      |
| 5    | Finnland                          | 2    | 1      | 3      | 6      |
| 6    | Australien                        | 2    | 1      | 0      | 3      |
| 7    | Vereinigte Staaten                | 1    | 2      | 4      | 7      |
| 8    | Österreich                        | 1    | 2      | 2      | 5      |
| 9    | Dänemark                          | 1    | 1      | 0      | 2      |
| 10   | Türkei                            | 1    | 0      | 1      | 2      |
| 11   | Schweden                          | 1    | 0      | 0      | 1      |
| 11   | Frankreich                        | 1    | 0      | 0      | 1      |
| 13   | Italien                           | 0    | 2      | 1      | 3      |
| 13   | Tschechien inkl. Tschechoslowakei | 0    | 2      | 1      | 3      |
| 15   | Norwegen                          | 0    | 2      | 0      | 2      |
| 16   | Deutschland inkl. DDR             | 0    | 1      | 4      | 5      |
| 17   | Schweiz                           | 0    | 1      | 3      | 4      |
| 18   | Israel                            | 0    | 1      | 0      | 1      |
| 18   | Nordkorea                         | 0    | 1      | 0      | 1      |
| 18   | Portugal                          | 0    | 1      | 0      | 1      |
| 18   | Indien                            | 0    | 1      | 0      | 1      |
| 22   | Thailand                          | 0    | 0      | 1      | 1      |
| 22   | Brasilien                         | 0    | 0      | 1      | 1      |
|      |                                   | 30   | 30     | 30     | 90     |

## Kombinationspistole

### Einzel Damen
| Jahr | Gold                 | Silber            | Bronze             |
| ---- | -------------------- | ----------------- | ------------------ |
| 1966 | Nina Raskasowa       | Alexandra Sawina  | Susan Swallow      |
| 1970 | Nina Stoljarowa      | Barbara Hiley     | Karin Fitzner      |
| 1974 | Nina Stoljarowa      | Galina Scharikowa | Sinaida Simonjan   |
| 1978 | Kimberly Dyer        | Brida Beccarelli  | Helvi Leppamaeki   |
| 1982 | Palma Balogh         | Inna Rose         | Gao Jianmin        |
| 1986 | Marina Dobrantschewa | Irina Kotscherowa | Nino Salukwadse    |
| 1990 | Marina Logwinenko    | Jewgenia Galuso   | Li Duihong         |
| 1994 | Soon Hee-boo         | Julita Macur      | Li Duihong         |
| 1998 | Cai Yeqing           | Irada Asumowa     | Marina Logwinenko  |
| 2002 | Munkhbayar Dorjsuren | Irada Asumowa     | Chen Ying          |
| 2006 | Chen Ying            | Fei Fingji        | Otrjadyn Gündegmaa |
| 2010 | Kira Klimowa         | Zorana Arunović   | Lenka Marušková    |

### Mannschaft Damen
| Jahr | Gold                                                               | Silber                                                           | Bronze                                                                 |
| ---- | ------------------------------------------------------------------ | ---------------------------------------------------------------- | ---------------------------------------------------------------------- |
| 1970 | Vereinigte Staaten Sally Carroll Lucile Chambliss Barbara Hiley    | Sowjetunion Nadeschda Ibrahimowa Nina Raskasowa Nina Stoljarowa  | Deutschland Ortrud Feickert Karin Fitzner Ruth Kasten                  |
| 1974 | Sowjetunion Galina Scharikowa Sinaida Simonjan Nina Stoljarowa     | Tschechien Teresa Bolinska Bedřiška Hyková Katarina Pastorova    | Australien Judith Harrison Enid Newton Gloria Vause                    |
| 1978 | Dänemark Kirsten Broge Bonnie Bruun Aase Havsteen                  | Australien Julie Aitken Patricia Dench Lynne Uden                | Vereinigte Staaten Sally Carroll Kimberly Dyer Ruby Fox                |
| 1982 | Sowjetunion Marina Dobrantschewa Inna Rose Anuksene Trejnite       | Ungarn Palma Balogh Marta Kotroczo Gabriella Kanyai              | Volksrepublik China Gao Jianmin Wen Zhifeng Cui Qing Yang              |
| 1986 | Sowjetunion Marina Dobrantschewa Irina Kotscherowa Nino Salukwadse | Frankreich Martine Guepin Evelyne Manchon Corine Serra-Tosio     | Albanien Diana Mata Emanuela Delilaj Edlira Shyti                      |
| 1990 | Sowjetunion Marina Logwinenko Nino Salukwadse Jewgenia Galuso      | Schweden Kerstin Bodin Britt Marie Ellis Chris Kajd              | Volksrepublik China Liu Haiying Li Duihong Qian Meifang                |
| 1994 | Volksrepublik China Fan Xiaoping Li Duihong Wang Lina              | Südkorea Soon Hee-boo Lee Sun-bok Park Jung-hee                  | Belarus Zhanna Schitik Yauhenija Halusa Julia Siniak                   |
| 1998 | Volksrepublik China Cai Yeping Tao Luna Yi Sun                     | Südkorea Shin Eun-kyung Soon Hee-boo Seo Joo-hyung               | Mongolei Munkhbayar Dorjsuren Oyun Davaajantsan Otrjadyn Gündegmaa     |
| 2002 | Volksrepublik China Tao Luna Chen Ying Li Duihong                  | Russland Irina Dolgatschewa Galina Belijajewa Swetlana Smirnowa  | Vereinigte Staaten Elizabeth Callahan Rebecca Snyder Sandra Uptagrafft |
| 2006 | Volksrepublik China Chen Ying Fei Fengji Li Duihong                | Belarus Ludmila Tschabatar Zhanna Schapialewisch Wauhenia Haluza | Deutschland Munkhbayar Dorjsuren Stefanie Thurmann Claudia Verdicchio  |
| 2010 | Russland Julia Alipowa Kira Klimowa Galina Belijajewa              | Serbien Zorana Arunović Jasna Šekarić Jelena Arunović            | Tschechien Lenka Marušková Michaela Musliova Petra Hykova              |

### Medaillenspiegel
Stand: 2017
| Rang | Land                              | Gold | Silber | Bronze | Gesamt |
| ---- | --------------------------------- | ---- | ------ | ------ | ------ |
| 1    | Russland inkl. Sowjetunion        | 11   | 7      | 3      | 21     |
| 2    | Volksrepublik China               | 6    | 1      | 6      | 13     |
| 3    | Vereinigte Staaten                | 2    | 1      | 3      | 6      |
| 4    | Südkorea                          | 1    | 2      | 0      | 3      |
| 5    | Ungarn                            | 1    | 1      | 0      | 2      |
| 6    | Deutschland inkl. DDR             | 1    | 0      | 3      | 4      |
| 7    | Dänemark                          | 1    | 0      | 0      | 1      |
| 8    | Aserbaidschan                     | 0    | 2      | 0      | 2      |
| 8    | Serbien                           | 0    | 2      | 0      | 2      |
| 10   | Tschechien inkl. Tschechoslowakei | 0    | 1      | 2      | 3      |
| 11   | Australien                        | 0    | 1      | 1      | 2      |
| 11   | Belarus                           | 0    | 1      | 1      | 2      |
| 13   | Schweiz                           | 0    | 1      | 0      | 1      |
| 13   | Polen                             | 0    | 1      | 0      | 1      |
| 13   | Schweden                          | 0    | 1      | 0      | 1      |
| 13   | Frankreich                        | 0    | 1      | 0      | 1      |
| 17   | Mongolei                          | 0    | 0      | 2      | 2      |
| 18   | Finnland                          | 0    | 0      | 1      | 1      |
| 18   | Albanien                          | 0    | 0      | 1      | 1      |
|      |                                   | 23   | 23     | 23     | 69     |

## Gesamtmedaillenspiegel
Stand: 2020
| Rang | Land                   | Gold | Silber | Bronze | Gesamt |
| ---- | ---------------------- | ---- | ------ | ------ | ------ |
| 1    | Sowjetunion            | 83   | 33     | 23     | 139    |
| 2    | Volksrepublik China    | 33   | 21     | 19     | 73     |
| 3    | Schweiz                | 32   | 24     | 20     | 76     |
| 4    | Vereinigte Staaten     | 20   | 27     | 28     | 75     |
| 5    | Schweden               | 20   | 17     | 17     | 54     |
| 6    | Deutschland inkl. DDR  | 16   | 26     | 34     | 76     |
| 7    | Südkorea               | 16   | 12     | 16     | 44     |
| 8    | Russland               | 14   | 16     | 12     | 42     |
| 9    | Belgien                | 14   | 6      | 7      | 27     |
| 10   | Finnland               | 8    | 11     | 15     | 34     |
| 11   | Frankreich             | 6    | 20     | 25     | 51     |
| 12   | Italien                | 6    | 14     | 9      | 29     |
| 13   | Ukraine                | 6    | 4      | 9      | 19     |
| 14   | Argentinien            | 6    | 2      | 3      | 11     |
| 15   | Ungarn                 | 5    | 5      | 11     | 21     |
| 16   | Tschechoslowakei       | 3    | 12     | 7      | 22     |
| 17   | Serbien                | 3    | 8      | 0      | 11     |
| 18   | Polen                  | 3    | 5      | 2      | 10     |
| 19   | Australien             | 3    | 5      | 1      | 9      |
| 20   | Türkei                 | 3    | 1      | 1      | 5      |
| 21   | Rumänien               | 2    | 6      | 5      | 13     |
| 22   | Bulgarien              | 2    | 5      | 4      | 11     |
| 23   | Dänemark               | 2    | 2      | 4      | 8      |
| 24   | Brasilien              | 2    | 2      | 3      | 7      |
| 25   | Jugoslawien            | 2    | 1      | 1      | 4      |
| 26   | Norwegen               | 1    | 4      | 1      | 6      |
| 27   | Österreich             | 1    | 3      | 6      | 10     |
| 28   | Japan                  | 1    | 3      | 1      | 5      |
| 29   | Indien                 | 1    | 3      | 0      | 4      |
| 30   | Griechenland           | 1    | 1      | 1      | 3      |
| 31   | Vereinigtes Königreich | 1    | 0      | 2      | 3      |
| 31   | Mongolei               | 1    | 0      | 2      | 3      |
| 33   | Mexiko                 | 1    | 0      | 1      | 2      |
| 34   | Kolumbien              | 1    | 0      | 0      | 1      |
| 34   | Lettland               | 1    | 0      | 0      | 1      |
| 36   | Belarus                | 0    | 5      | 9      | 14     |
| 37   | Spanien                | 0    | 3      | 6      | 9      |
| 38   | Litauen                | 0    | 3      | 1      | 4      |
| 39   | Aserbaidschan          | 0    | 2      | 0      | 2      |
| 40   | Tschechien             | 0    | 1      | 3      | 4      |
| 41   | Nordkorea              | 0    | 1      | 2      | 3      |
| 42   | Thailand               | 0    | 1      | 1      | 2      |
| 43   | Kanada                 | 0    | 1      | 0      | 1      |
| 43   | Israel                 | 0    | 1      | 0      | 1      |
| 43   | Portugal               | 0    | 1      | 0      | 1      |
| 46   | Kasachstan             | 0    | 0      | 2      | 2      |
| 47   | Chinesisch Taipeh      | 0    | 0      | 1      | 1      |
| 47   | Niederlande            | 0    | 0      | 1      | 1      |
| 47   | Kuba                   | 0    | 0      | 1      | 1      |
| 47   | Albanien               | 0    | 0      | 1      | 1      |
|      |                        | 320  | 318    | 318    | 956    |